# Синтез индолов по Фишеру
Синтез индолов по Фишеру — метод получения индолов из арилгидразинов и альдегидов либо кетонов внутримолекулярной конденсации их арилгидразонов в присутствии кислот (протонных и Льюиса). Открыт Эмилем Фишером в 1883 году.

## Механизм
Реакция идет через таутомеризацию гидразонов 6 в енгидразины 7 с последующией его перегруппировкой по типу 3,3-сигматропного сдвига (перегруппировка Коупа) в диимин 8, который после ароматизации бензольного цикла 8 {\displaystyle \to } 9 превращается аминаль 10. Аминаль под действием кислоты отщепляет аммиак, после чего происходит ароматизация пиррольного цикла с образованием индола: 

## Применимость и модификации
Перегруппировке в индолы подвергаются арилгидразоны алициклических и гетероциклических кетонов, а также альдегидов.
Электронакцепторные заместители в ароматическом ядре арилгидразинного фрагмента, при перегруппировке гидразонов из мета-замещенных фенилгидразинов образуются смеси 4- и 6-замещенных индолов.
Аналог синтеза Фишера в нафталиновом ряду - синтез бензокарбазолов по Бухереру из нафтолов либо нафтиламинов и арилгидразинов, первая стадия реакции - замещение гидроксильной группы нафтолов либо аминной нафтиламинов на арилгидразильную группу  по типу реакции Бухерера) с последующей циклизацией в бензокарбазолы: